# Cyclanthera integrifoliola
Cyclanthera integrifoliola är en gurkväxtart som beskrevs av Célestin Alfred Cogniaux. Cyclanthera integrifoliola ingår i släktet springgurkor, och familjen gurkväxter. Inga underarter finns listade i Catalogue of Life.